# Inventur

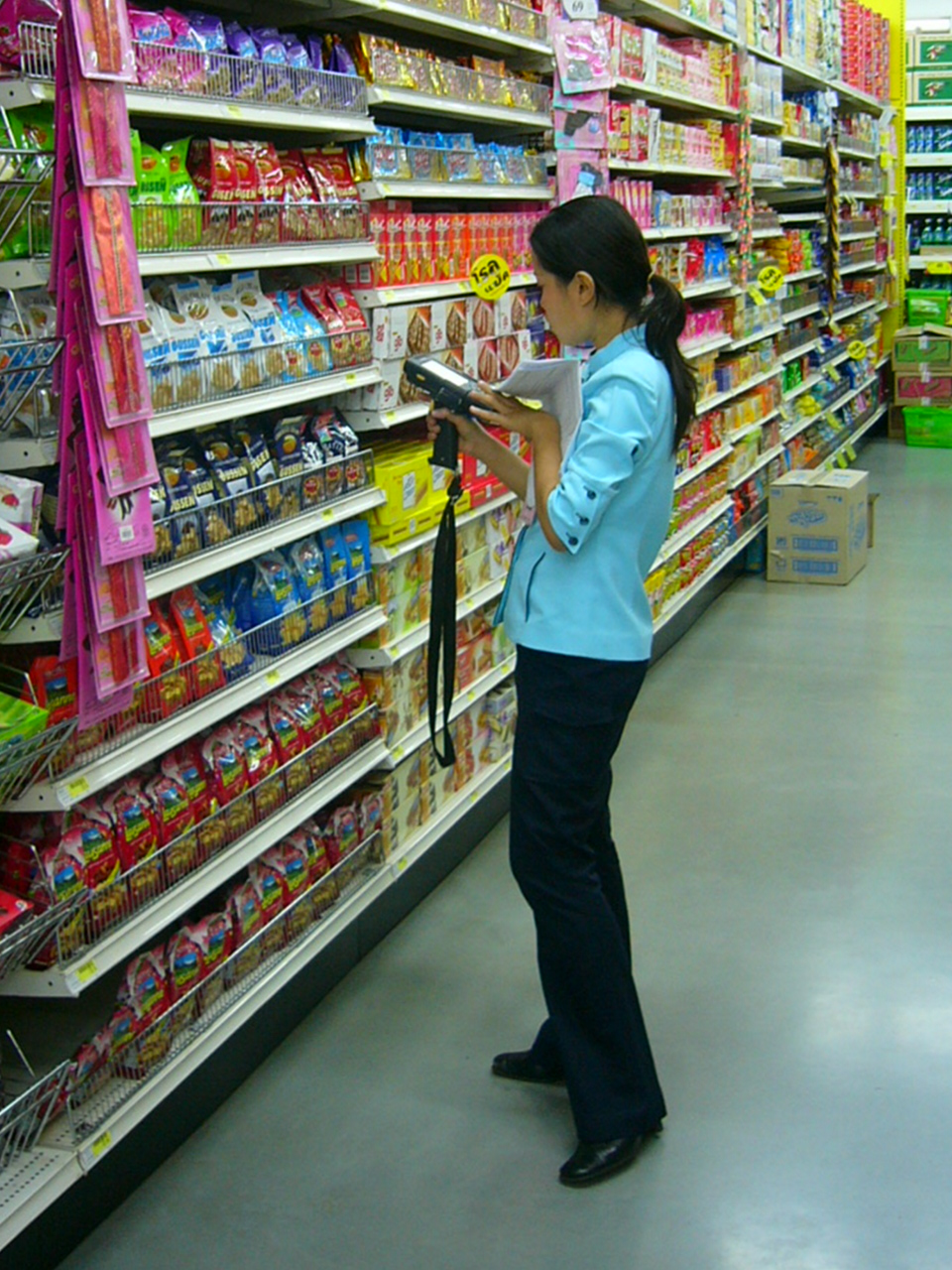
Inventur im Einzelhandel

Die Inventur (von lateinisch invenire „etwas finden“ oder „auf etwas stoßen“, lateinisch inventarium „Gesamtheit des Gefundenen“; englisch stocktaking) im Rechnungswesen bezeichnet die körperliche oder buchmäßige Bestandsaufnahme der Vermögensgegenstände und der Schulden eines Unternehmens zu einem bestimmten Stichtag nach Handels- und Steuerrecht.

## Allgemeines
Voraussetzung einer ordnungsmäßigen Buchführung und Bilanzierung sind Bestandsaufnahmen über das Unternehmensvermögen und die Schulden am Anfang und Ende des Geschäftsjahrs. Sie weisen nach, dass Vermögensgegenstände und Schulden tatsächlich existieren. Der Nachweis körperlich vorhandener Vermögensgegenstände erfolgt dabei durch ihr Zählen, Messen oder Wiegen, immaterielle Vermögensgegenstände wie Forderungen, Schulden oder Firmenwerte, Lizenzen, Patente und verwandte Schutzrechte (wie Konzessionen, Marken, Gebrauchsmuster, Geschmacksmuster, Warenzeichen oder Rezepturen) durch Buchinventur (Saldenlisten). Gezählt werden beispielsweise Stückzahlen (Anzahl der Personenkraftwagen eines Fuhrparks), gemessen werden Liter (Getränke) oder Längen (Ellenwaren) und gewogen werden Gewichte (Fleisch). Bei Vermögensgegenständen, die einem Werteverfall unterliegen können – wie etwa Betriebsgebäude oder saisonabhängige Warenangebote – sind entsprechende Abschreibungen (Absetzung für Abnutzung) vorzunehmen.

## Grundsätze ordnungsmäßiger Inventur
Die Grundsätze ordnungsmäßiger Inventur sind heute in Deutschland ein Teilbereich der Grundsätze ordnungsmäßiger Buchführung. Zu den Inventur-Grundsätzen gehören insbesondere:
- Vollständigkeit der Bestandsaufnahme (Bilanzwahrheit),
- Richtigkeit der Bestandsaufnahme (§ 246 Abs. 1 HGB),
- Stetigkeit der Inventur (§ 252 HGB),
- Einzelerfassung bei der Bestandsaufnahme und
- Klarheit und Nachprüfbarkeit der Bestandsaufnahme (Bilanzklarheit).

Zur Durchsetzung dieser Grundsätze sind unternehmensinterne organisatorische Inventur-Richtlinien als Arbeitsanweisung erforderlich, die Inventurfehler verhindern sollen. Diese Richtlinien umfassen die Terminplanung, Personalplanung, Raumplanung, Ablaufplanung und Dokumentation für die vorzunehmende Inventur.
Fehlt eine körperliche Bestandsaufnahme oder enthält das Inventar in formeller oder materieller Hinsicht nicht nur unwesentliche Mängel, ist die Buchführung nicht als ordnungsmäßig anzusehen (Abschnitt R 5.3 Abs. 4 EStR), und die hierauf aufbauende Bilanzierung ist nichtig.

## Rechtsfragen
Handelsrechtlich ist die Inventur eine Bestandsaufnahme, die Art und Menge der Vermögensgegenstände und der Schulden in einem Inventar verzeichnet. Gemäß § 240 Abs. 1 HGB hat jeder Kaufmann „zu Beginn seines Handelsgewerbes seine Grundstücke, seine Forderungen und Schulden, den Betrag seines baren Geldes sowie seine sonstigen Vermögensgegenstände genau zu verzeichnen und dabei den Wert der einzelnen Vermögensgegenstände und Schulden anzugeben“. Die Inventur ist demnach eine bloße körperliche Bestandsaufnahme, der eine Bewertung folgt. Nach § 240 Abs. 2 HGB ist zum Schluss des Geschäftsjahres ein Inventar aufzustellen, womit der Bilanzstichtag gemeint ist. Im Regelfall ist der Bilanzstichtag der 31. Dezember eines jeden Jahres, aber auch ein „abweichendes Geschäftsjahr“ ist möglich. Die Finanzverwaltung lässt im Regelfall für die Inventur eine Frist von 10 Tagen vor und nach dem Bilanzstichtag zu, wobei die innerhalb dieser Frist vorkommenden Bestandsveränderungen ordnungsgemäß zu berücksichtigen sind.
Befreit von der Inventur sind nach § 241a HGB, § 242 Abs. 4 HGB Einzelkaufleute, die an den Abschlussstichtagen von zwei aufeinander folgenden Geschäftsjahren nicht mehr als jeweils 600.000 Euro Umsatzerlöse und jeweils 60.000 Euro Jahresüberschuss aufweisen.
Steuerrechtlich sind die Kaufleute gemäß §§ 140, § 141 AO für die Steuerbilanz im Rahmen der ordnungsmäßigen Buchführung zur Inventur verpflichtet.

## Inventurverfahren
Die Inventurverfahren berücksichtigen die Art der zu inventarisierenden Gegenstände.

### Körperliche Inventur
Die körperlichen Vermögensgegenstände werden durch Zählen, Messen oder Wiegen aufgenommen. Eine Schätzung mit anschließender Bewertung ist ebenfalls erlaubt, wenn eine exakte Aufnahme wirtschaftlich unzumutbar oder unmöglich ist (zum Beispiel Kohlevorräte auf einer Halde). Ergeben sich durch die Bestandsaufnahme (Vergleich zwischen Istbestand und Buchwert) Inventurdifferenzen, so sind diese direkt über die Gewinn- und Verlustrechnung zu leiten.

### Buchinventur
Die Buchinventur ermittelt die Bestände des nicht körperlichen Vermögens und der Schulden (wie Forderungen, Bankguthaben, Verbindlichkeiten), die auf die Aufzeichnungen der Finanzbuchhaltung Bezug nehmen (Quittungen, Rechnungen, Saldenlisten, Kontoauszüge, Belege).

### Anlageninventur
In der Anlagenbuchhaltung ersetzt die Anlageninventur die körperliche Bestandsaufnahme für Güter des beweglichen Anlagevermögens (Fuhrpark, Maschinen, Betriebs- und Geschäftsausstattungen, nicht aber geringwertige Wirtschaftsgüter). Im Anlagenverzeichnis muss für jeden Gegenstand eine Anlagenkarte mit folgenden Angaben geführt werden:
- genaue Bezeichnung des Gegenstandes
- Bilanzwert am Bilanzstichtag
- Tag der Anschaffung oder Herstellung
- Höhe der Anschaffungs- oder Herstellungskosten
- Nutzungsdauer
- jährliche Abschreibung
- Tag des Abgangs

## Arten
Nach Häufigkeit und Zeitpunkt der Inventur gibt es neben der Stichtagsinventur die Stichprobeninventur, die permanente Inventur und die verlegte Inventur. Sie gelten nach § 241 HGB als Inventurvereinfachungsverfahren, bei denen der Bestand der Vermögensgegenstände nach Art, Menge und Wert auch mit Hilfe anerkannter mathematisch-statistischer Methoden auf Grund von Stichproben ermittelt werden kann. Vorgesehen sind die Stichprobeninventur (§ 241 Abs. 1 HGB), die permanente Inventur (§ 241 Abs. 2 HGB) und die vor- oder nachverlegte Stichtagsinventur (§ 241 Abs. 3 HGB).

### Stichprobeninventur
Die Stichprobeninventur beschränkt sich auf die Vornahme sorgfältig ausgewählter und repräsentativer Stichproben, wobei Zufallsstichprobenverfahren der statistischen Methodenlehre anzuwenden sind. Aus den Stichproben wird anschließend der Gesamtbestand hochgerechnet. Dabei darf ein Stichprobenfehler von höchstens 1 % des Wertes der Grundgesamtheit nicht überschritten werden. Der Aussagewert einer Stichprobeninventur muss dem Wert einer Vollaufnahme entsprechen, und die Aufstellung des Inventars darf nur mit Hilfe von anerkannten mathematisch-statistischen Verfahren (z. B. Mittelwertschätzung) erfolgen. Die Stichprobeninventur kommt besonders in Großunternehmen zur Anwendung. In Deutschland führte Anfang der 1970er Jahre die Siemens AG als erstes Unternehmen die Stichprobeninventur ein, im Januar 1977 wurde diese Methode dann rechtlich verankert.

### Permanente Inventur
Die permanente Inventur ist im Gegensatz zur Stichprobeninventur eine Totalerfassung und macht es möglich, die Bestandserfassung im Geschäftsjahr zeitlich zu verteilen. Voraussetzung dafür ist die Führung eines Lagerbuches sowie nachprüfbarer Unterlagen für alle Zu- und Abgänge. Mindestens einmal im Geschäftsjahr muss eine körperliche Inventur durchgeführt und der Sollbestand der Lagerbuchführung mit dem Istbestand verglichen werden. Im Gegensatz zur Stichtagsinventur müssen nicht alle Bestände gleichzeitig aufgenommen werden, das heißt die Aufnahmezeiten und -mengen können frei gewählt werden. Die Inventur darf sich jedoch nicht auf Stichproben oder einen repräsentativen Querschnitt beschränken. Das Ergebnis der Inventur wird unter Angabe des genauen Zeitpunkts der Aufnahme im Lagerbuch festgehalten und die Lagerbücher oder Lagerkarteien werden entsprechend berichtigt.
Eine permanente Inventur gibt es bei häufig wechselnden Beständen, etwa beim Kassenbestand oder Warenbestand. Während des laufenden Geschäftsjahres kommt es bei diesen zu umsatzbedingten Bestandsfortschreibungen durch Zugänge (Bareinzahlung, Wareneingang) und Abgänge (Barauszahlung, Warenausgang), so dass der tatsächliche Bestand jederzeit mit dem Buchwert übereinstimmt. Handelsrechtlich ist die permanente Inventur nach § 241 Abs. 2 HGB für alle Vermögensgegenstände zulässig, steuerlich jedoch unter bestimmten Voraussetzungen nur für die Vorräte. Das Steuerrecht verlangt hierfür eine fortschreibende Lagerbuchhaltung, in der die Warenbestände mit Zu- und Abgängen laufend erfasst werden (Abschnitt R 5.3 Abs. 2 EStR). Sie kann nicht bei Gegenständen angewendet werden, die unkontrollierbaren Abgängen ausgesetzt sind wie durch Schwund, Verdunstung, Verderb oder leichte Zerbrechlichkeit oder besonders wertvolle Gegenstände (Abschnitt R 5.3 Abs. 3 EStR).

### Vor- oder nachverlegte Stichtagsinventur
Die vor- oder nachverlegte Inventur kann in Frage kommen, wenn die Aufnahme zum Stichtag unmöglich ist (zum Beispiel bei sehr großen Beständen) oder wenn die Voraussetzungen für eine permanente Inventur fehlen.
Die körperliche Bestandsaufnahme erfolgt an einem beliebigen Tag innerhalb der letzten drei Monate vor oder der ersten zwei Monate nach dem Bilanzstichtag (§ 241 Abs. 3 Nr. 1 HGB). Der am Aufnahmetag ermittelte Bestand wird nur wertmäßig (nicht mengenmäßig) auf den Stichtag fortgeschrieben oder zurück gerechnet, das Inventar trägt das Datum der tatsächlichen Aufnahme.
| Wertfortschreibung                             | Wertrückrechnung                              |
| ---------------------------------------------- | --------------------------------------------- |
| Wert am Tag der Inventur (z. B. 15. Okt.)      | Wert am Tag der Inventur (z. B. 28. Feb.)     |
| (+) Wert der Zugänge vom 15. Okt. bis 31. Dez. | (−) Wert der Zugänge vom 1. Jan. bis 28. Feb. |
| (−) Wert der Abgänge vom 15. Okt. bis 31. Dez. | (+) Wert der Abgänge vom 1. Jan. bis 28. Feb. |
| (=) Wert am Abschluss-Stichtag (31. Dez.)      | (=) Wert am Abschluss-Stichtag (31. Dez.)     |

## Zweck
Die Bestandsaufnahme körperlicher Gegenstände durch Inventur bildet die wichtigste quantitative Grundlage für die Bilanzierung. Die Inventur bezweckt den Gläubigerschutz und dient der Selbstkontrolle des Kaufmanns. Außerdem erfüllt sie eine Kontrollfunktion zur Buchführung, weil die Bestände unabhängig von ihr aufgenommen werden.

## International
In der Schweiz sind gemäß Art. 958 Abs. 1 OR die Vorräte einmal jährlich physisch aufzunehmen. Art. 958c Abs. 2 OR verlangt von rechnungslegungspflichtigen Unternehmen, dass diese den Bestand der einzelnen Positionen in der Bilanz und im Anhang durch ein Inventar oder alternativ dazu auf andere Art nachweisen. Die Durchführung der Inventur und die Aufstellung des Inventars folgen aktienrechtlich dem Grundsatz der ordnungsmäßigen Rechnungslegung gemäß Art. 662a OR, insbesondere nach den Grundsätzen der Vollständigkeit, Klarheit und Vorsicht.
In Österreich verlangt § 191 Abs. 1 UGB die Aufzeichnung der Vermögensgegenstände und Schulden, auch für den Schluss des Geschäftsjahres (§ 191 Abs. 2 UGB). Nach § 192 Abs. 1 UGB sind die Vermögensgegenstände im Regelfall im Weg einer körperlichen Bestandsaufnahme zu erfassen, nach § 192 Abs. 4 UGB sind auch Stichproben zulässig.
Die IFRS erwähnen die Inventur nicht und setzen sie bei der Bilanzierung der Vorräte voraus, sie legen den Schwerpunkt auf deren Bewertung. In IAS 8.10 ist für den Fall, dass eine Gegebenheit von keinem IAS-Standard oder keiner Interpretation geregelt ist, auch die Übernahme von Verlautbarungen anderer Rechnungslegungsstandards vorgesehen. Über diese Öffnungsklausel findet auch die Inventur Anerkennung in den IFRS.

## Spezielle Inventuren
- Ist-Aufnahme
- Revision (Bibliothekswesen)
- Waldinventur